# 日南市コミュニティバス

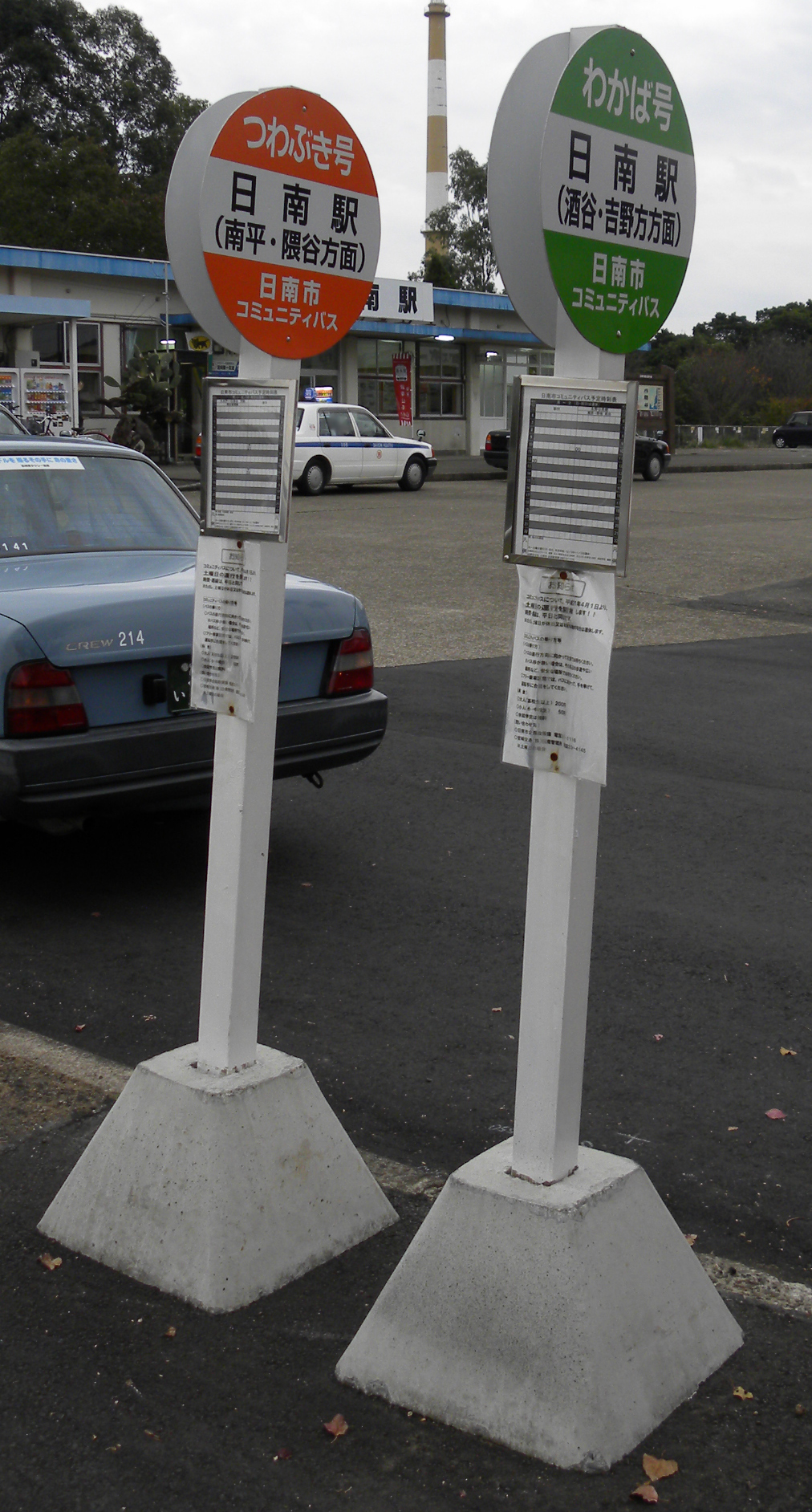
日南市コミュニティバスのバス停

日南市コミュニティバス（にちなんしコミュニティバス）は、宮崎県日南市にて運行しているコミュニティバスである。
自家用自動車（白ナンバー車）による有償運送である。

## 概要
- 料金は以下の通り（運行開始当時の情報）
  - 大人（高校生以上）200円、小人（小中学生）50円（南郷地区は100円）、未就学生は無料

- 路線は、細田・隈谷地区、酒谷・吉野方地区、大牟礼・札之尾・上講（南郷）地区とに分かれている。
  - このうち、大牟礼・札之尾・上講（南郷）地区は、合併前の南郷町コミュニティバス「は～とふる」を引き継いだものである。

- 細田・隈谷地区、酒谷・吉野方地区は、日曜日・祝日及び12月29日 - 1月3日運休。
  - 運行開始当時は、土曜日も運休だった。
- 大牟礼、札之尾・上講（南郷）地区は、日曜日・祝日運休。

## 沿革
- 2008年10月1日 - 細田・隈谷地区、酒谷・吉野方地区にて日南市コミュニティバス運行開始。
  - 同日 - 南郷町コミュニティバス「は～とふる」運行開始。
- 2009年3月30日 - 南郷町の日南市との合併に伴い、南郷町コミュニティバスを日南市コミュニティバスに統合。
- 2009年4月1日 - 旧日南市2地区の路線について、土曜日を運行日に変更。

## 路線
以下は運行開始当時の情報である。括弧内は不経由便あり。

### 細田・隈谷地区
以下2系統がある。
- 日南駅 - 西弁分 - 隈谷 - 中隈谷 - （中部病院） - 下方 - 毛吉田 - （狭間） - 萩之嶺 - （坂ノ上） - 南平
- 日南駅 - 西弁分 - 大木戸 - 中隈谷 - 隈谷 - 西弁分 - 日南駅
  - 日南駅→南平2便、南平→日南駅3便、下方 - 南平1往復、日南駅 - 大木戸 - 日南駅2便。

### 酒谷・吉野方地区
主に以下3系統がある。
- 日南駅 - 飫肥待合所 - 種子田 - 西の園 - 鯛の子 - 酒谷小学校 - 酒谷中学校 - 坂元 - 新村
- 日南駅 - 飫肥待合所 - 吉野方小学校 - 向田橋 - 鯛の子 - 酒谷小学校 - 酒谷中学校 - 坂元 - 新村
- 日南駅 - 飫肥待合所 - 種子田 - 西の園 - 向田橋 - 吉野方小学校 - 飫肥待合所 - 日南駅
  - 日南→新村（種子田経由）1便、日南→新村（吉野方経由）1便、新村→日南（種子田経由）3便、日南→種子田→吉野方→日南1便。
- 他に、坂元→酒谷小学校、種子田→酒谷中学校、向田橋→吉野方小学校、の各系統が朝1便ある。

### 大牟礼・札之尾・上講（南郷）地区

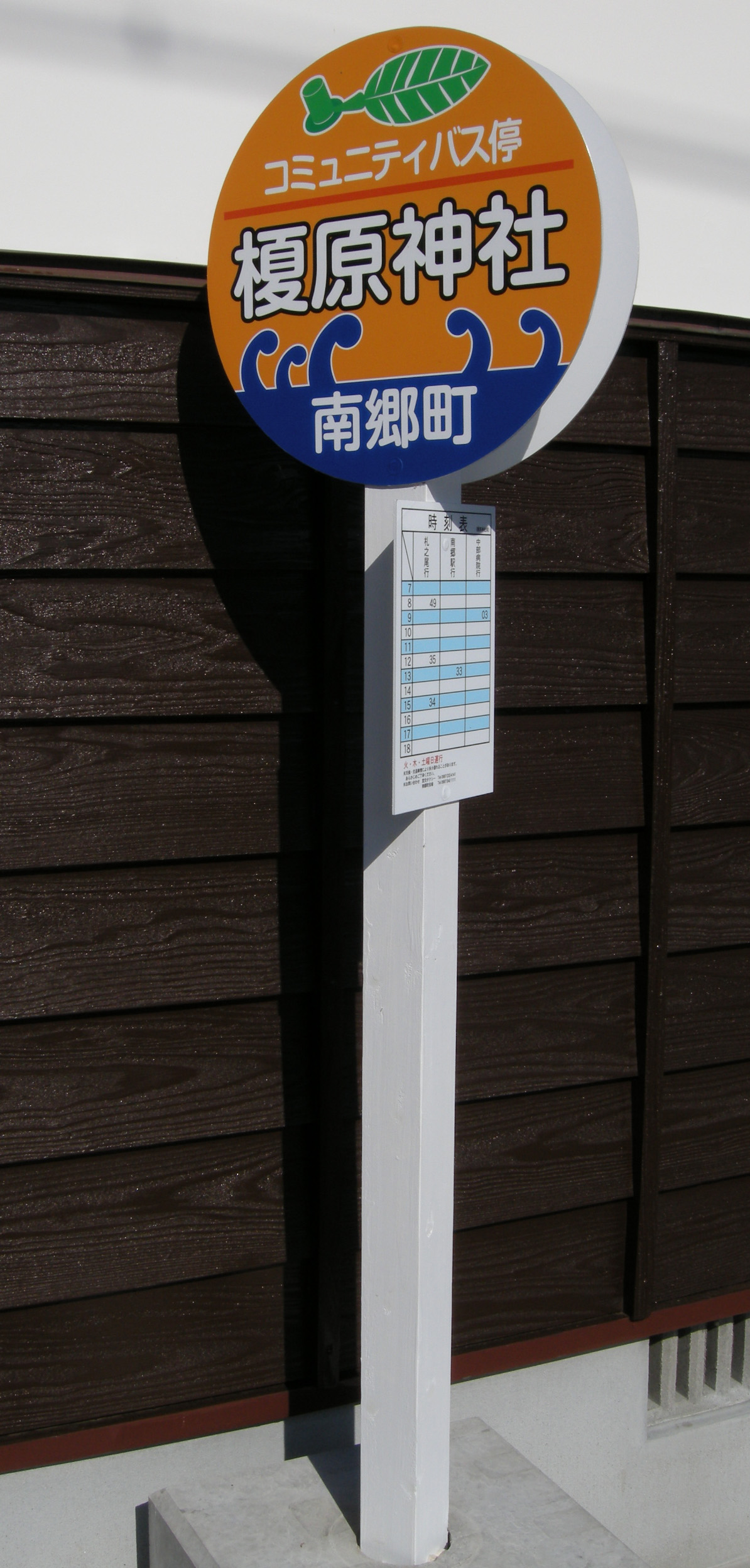
南郷町コミュニティバス当時のバス停

以下は南郷町コミュニティバス「は～とふる」として運行開始したときの情報だが、合併後も路線に変更は生じていない。
大牟礼 - 南郷駅 - 中部病院
- ルートA：大牟礼 - 笹之久保 - 伊崎野 - 大迫 - 潟上神社 - 和田 - 小学校前 - 八幡神社入口 - 脇本 - Aコープ前 - 南郷駅
  - 2往復運行。うち1往復は月曜・水曜・金曜のみ運行。
- ルートB：大牟礼 - 笹之久保 - 伊崎野 - 大迫 - 口ヶ野 - 原向 - 波平瀬 - 小学校前 - 八幡神社入口 - 脇本 - Aコープ前 - 南郷駅 - 百瀬病院 - 中部病院
  - 1往復運行。全便月曜・水曜・金曜のみ運行。

札之尾 - 南郷駅 - 中部病院
- ルートC：上講 - 中講 - 下講 - 谷之口上 - 谷之口 - 上中村 - 南郷駅
  - 上講発の1便のみ運行。
- ルートD：札之尾 - 榎原神社 - 上講 - 中講 - 下講 - 谷之口上 - 谷之口 - 津屋野上 - 津屋野下 - 上中村 - 南郷駅
  - 札之尾発1便、南郷駅発2便のみ運行。全便火曜・木曜・土曜のみ運行。
- ルートE：札之尾 - 榎原神社 - 上講 - 中講 - 下講 - 谷之口上 - 谷之口 - 津屋野上 - 津屋野下 - 上中村 - 南郷駅 - 百瀬病院 - 中部病院
  - 1往復運行。全便火曜・木曜・土曜のみ運行。

## 車両
- トヨタ・ハイエースが、各地区1台ずつ（計3台）使用されている。
- 車両のカラーは、細田・隈谷地区の車両は全面オレンジ色に、酒谷・吉野方地区の車両は全面緑色になっている。
- 各地区ごとに、愛称が付けられている。細田・隈谷地区は「つわぶき号」、酒谷・吉野方地区は「わかば号」、大牟礼・札之尾・上講（南郷）地区は「は～とふる号」。

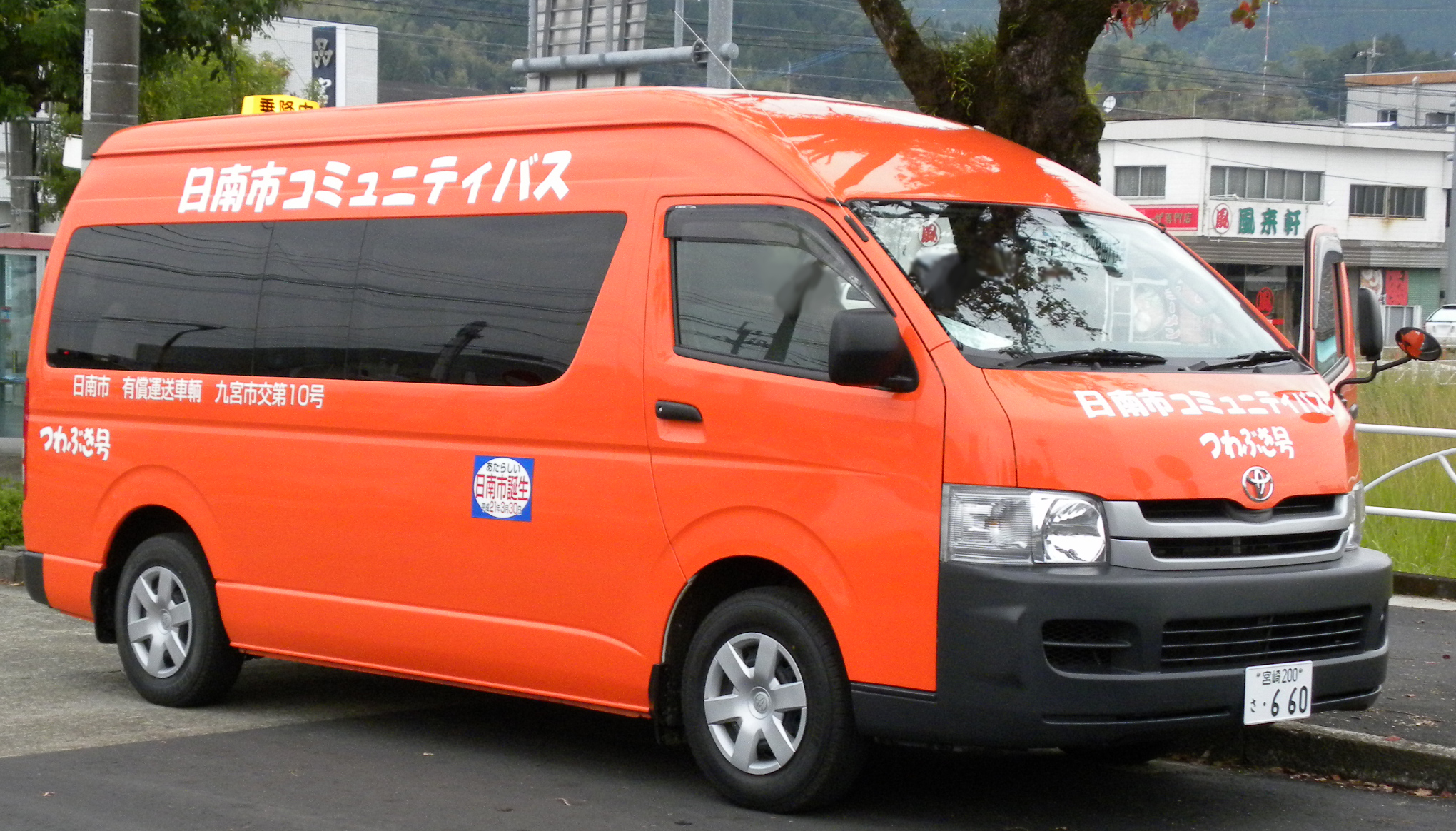
つわぶき号
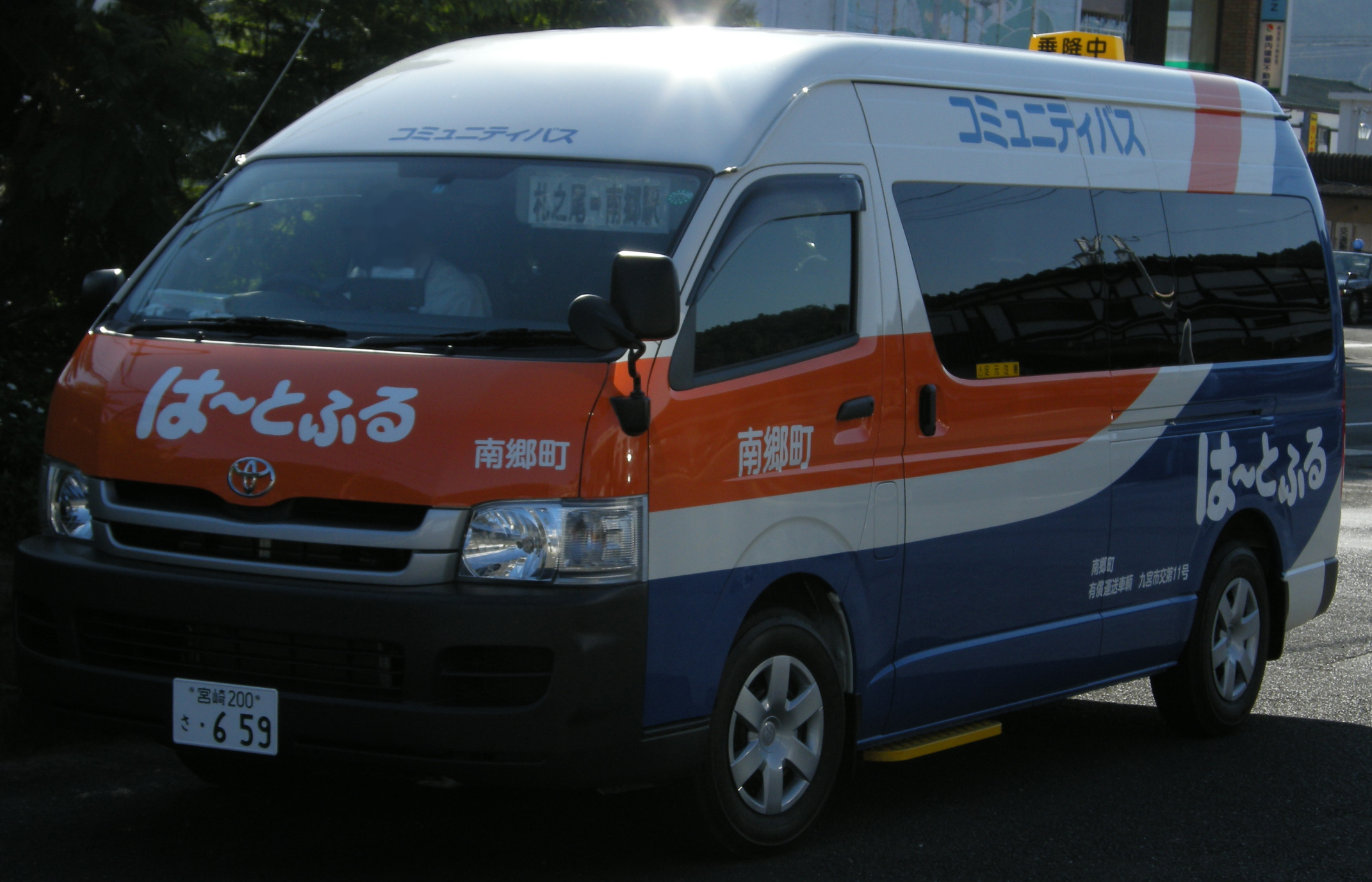
は～とふる号 ※南郷町コミュニティバス当時の画像